# Jeanne-Louise Vallain

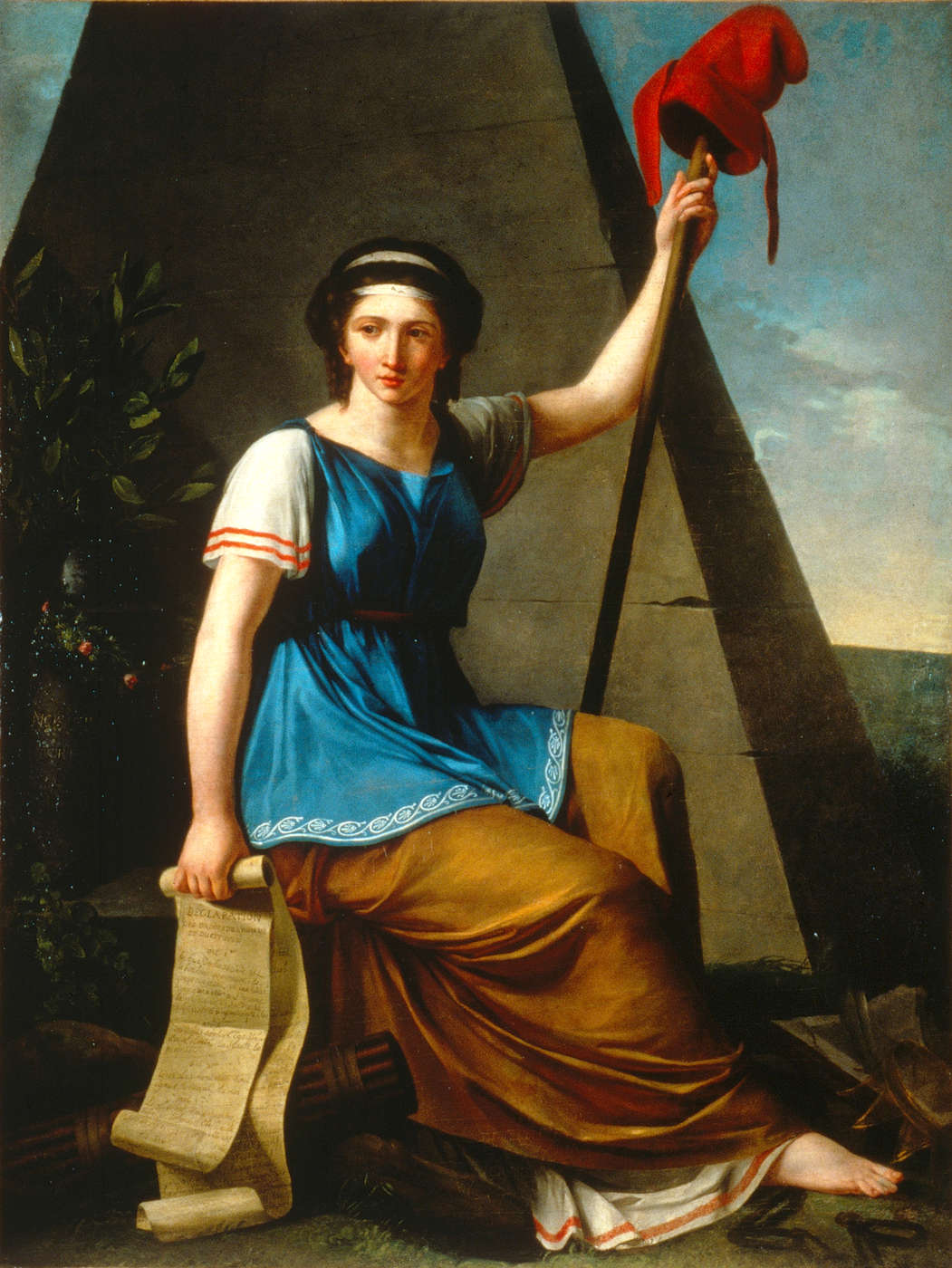
"La liberté"Allegorie op de Franse Revolutie door Jeanne-Louise Vallain (1767 - 1815)

Jeanne-Louise Vallain, bijgenaamd Nanine, (1767 - 1815) was een Frans schilderes. Zij is bekend door haar allegorische schilderijen in classicistische stijl. Zij was een leerlinge van Jacques-Louis David en werkte in Parijs. Dertig schilderijen van haar hand zijn bekend, één daarvan, "La liberté", hing in de Club van de Jacobijnen en werd daar opgehangen in het jaar II van de Franse republikeinse kalender, dus in 1794 of 1795. Het schilderij bevindt zich nu in de collectie van het Louvre. Het is uitgeleend aan het Museum van de Franse Revolutie in Vizille.